# Itziar Ziga
Itziar Ziga (Errenteria, 1974) és una activista feminista i periodista basca, llicenciada en ciències de la comunicació. Ha estat involucrada en diferents activitats i associacions polítiques com ara el Front d'Alliberament Gai de Catalunya, el moviment de suport als presos del 4F i el desaparegut grup feminista ex_dones. També fou reportera del desaparegut diari Andra. Té una secció fixa a la revista de teoria del gènere Parole de Queer i participa activament en diferents moviments transfeministes. També manté el blog Hasta la limusina siempre i col·labora amb el grup de producció de postporno PostOp Arxivat 2012-05-24 a Wayback Machine..

## Obres
- Dels drets a les llibertats, Virus, Barcelona, 2008 (publicat en català, llibre conjunt en commemoració de l'aniversari del FAGC).
- Devenir perra, Melusina, Barcelona, 2009 (publicada en castellà).
- Un zulo propio, Melusina, Barcelona, 2010 (publicada en castellà).
- El género desordenado, Egalés, Barcelona - Madrid, 2010 (publicada en castellà).
- Glamur i resistència, El Tangram, Barcelona, 2011 (publicada en català).
- Sexual Herria, Txalaparta, Tafalla, 2011 (publicada en castellà).